# Firmo
Firmo (in Arbëresh, IPA: [ar'bəreʃ]: Ferma) ist eine süditalienische Gemeinde in der Provinz Cosenza in Kalabrien mit 1817 Einwohnern (Stand 31. Dezember 2023) und liegt 62 km nördlich von Cosenza und etwa 8 km westlich der Autobahn A3. Die Nachbargemeinden sind Altomonte, Lungro und Saracena.

## Geschichte
Nach dem Schriftsteller Antonio Scura wurde Firmo zwischen 1476 und 1478 von Arbëresh gegründet.

## Söhne und Töchter
- Salvatore Frega (* 1989), italienischer Komponist für zeitgenössische Kunstmusik und experimentelle Musik, Direktor der Versilia Music Academy und von TG Music.[3][4]